# Pierre Goubert
Pierre Goubert (Saumur (Maine-et-Loire), 25 de janeiro de 1915 — Issy-les-Moulineaux (Hauts-de-Seine), 16 de janeiro de 2012) foi um historiador francês. Especialista nos séculos XVII e XVIII, integrou a segunda geração da Escola dos Annales.
Recebeu o Prêmio Gobert em 1985.